# 不動院 (つくばみらい市)
不動院（ふどういん）は、茨城県つくばみらい市にある真言宗豊山派の寺院。正式名称は清安山願成寺不動院（せいあんざんがんじょうじふどういん）、通称で板橋不動尊（いたばしふどうそん）と呼ばれている。

## 歴史
大同年間（806年 - 810年）、弘法大師空海によって開山された。
当寺の本尊は不動明王で、空海の作と伝えられている。この像を安置する草庵を結んだのが当寺の起源である。
本堂を始めとする各伽藍は、いずれも江戸時代に建造されたものである。
ご詠歌：板ノ橋もとに枕し弘法のねがひ照らせよ不動の炎

## 文化財
本尊の不動明王・二童子立像は弘法大師（空海）が自ら彫刻したと伝えられており、国指定重要文化財に指定されており、本堂、楼門、三重塔は江戸時代中期の代表的な建築で、すべて茨城県指定文化財に指定されている。
- 木造不動明王及二童子立像（重要文化財 大正4年8月10日指定）[4]
- 不動院三重塔（茨城県指定文化財 昭和35年12月21日指定）[5]
- 不動院本堂（茨城県指定文化財 昭和40年2月24日指定）[6]
- 不動院楼門（茨城県指定文化財 昭和49年11月25日指定）[7]

- 楼門
- 三重塔
- 大本堂

## 交通アクセス
- 谷田部ICより車10分。